# Иодид гексаамминкобальта(II)
Иодид гексаамминкобальта(II) — неорганическое соединение,
комплексный аммин соли металла кобальта и иодистоводородной кислоты
с формулой [Co(NH3)6]I2,
розовые кристаллы,
реагирует с кислородом воздуха и водой.

## Получение
- Пропускание аммиака над иодидом кобальта(II):

{\displaystyle {\mathsf {CoI_{2}+6NH_{3}\ {\xrightarrow {}}\ [Co(NH_{3})_{6}]I_{2}}}}

## Физические свойства
Иодид гексаамминкобальта(II) образует розовые кристаллы
кубической сингонии,
пространственная группа F m3m,
параметры ячейки a = 1,0914 нм, Z = 4.

## Химические свойства
- Реагирует с кислородом воздуха и водой.